# Ahmed Qasem
Ahmed Qasem (* 12. Juli 2003) ist ein schwedisch-dänischer Fußballspieler, der aktuell bei IF Elfsborg unter Vertrag steht.

## Karriere

### Verein
Qasem begann seine Karriere im Fußball bei LSW IF. Anschließend wechselte er zu Motala AIF in die dritte Liga. Bis 2019 war er dort allerdings nur in der Jugend tätig. Am 14. Juni 2020 (1. Spieltag) debütierte er in der Drittklassigkeit gegen den IFK Värnamo nach Einwechslung. Einen Monat später (9. Spieltag) schoss er gegen den Lunds BK sein erstes Tor für Motala, nachdem er erneut eingewechselt wurde. Insgesamt spielte er in der Saison 2020 29 Mal, wobei er vier Tore schoss. Daraufhin wechselte er zum Erstligisten IF Elfsborg. Gegen den AIK Solna gab er daraufhin am 2. Mai 2020 (4. Spieltag) sein Profidebüt, als er in der 84. Minute für Jeppe Okkels ins Spiel kam. Am 29. Juli 2021 debütierte er auf internationaler Ebene in der Qualifikation zur Europa Conference League, als er gegen den FC Milsami im Rückspiel eingewechselt wurde.

### Nationalmannschaft
Im Februar 2020 spielte Qasem dreimal für das schwedische U17-Nationalteam, für das er zweimal treffen konnte. Seit 2021 spielt er für die U19-Nationalmannschaft.